# ادیلسون خوزه دا سیلوا
ادیلسون خوزه دا سیلوا (به پرتغالی: Edílson José da Silva) مهاجم اهل برزیل است که در شهر برزیل و در تاریخ ۸ دسامبر ۱۹۷۸ به دنیا آمده‌است.
ادیلسون خوزه دا سیلوا در تیم‌های فوتبال Paraná سابقهٔ حضور دارد.